# Hässlunda distrikt
Hässlunda distrikt är ett distrikt i Helsingborgs kommun och Skåne län. 
Distriktet ligger sydost om Helsingborg. 

## Tidigare administrativ tillhörighet
Distriktet inrättades 2016 och utgörs av Hässlunda socken i Helsingborgs kommun.
Området motsvarar den omfattning Hässlunda församling hade till årsskiftet 1999/2000.